# Estratopedarca
Estratopedarca (en griego στρατοπεδάρχης, transliteración: Stratopedárchēs) era la denominación de los comandantes militares de alto rango a partir del siglo I a. C., convirtiéndose más adelante en un cargo propio del Imperio bizantino durante el siglo x. Continuó siendo empleado como título de los comandantes generales hasta el siglo XIII cuando apareció el título de «Gran Estratopedarca» (en griego: μέγας στρατοπεδάρχης, transliteración: Mégas Stratopedárchēs), que fue reservado para los comandantes y oficiales superiores, mientras que el de estratopedarca ordinario se otorgaba únicamente a los oficiales militares de bajo rango.

## Historia

### Origen
El término aparece por primera vez a finales del siglo i a. C. en el Cercano Oriente helenístico. Su origen no está claro, pero se empleaba como equivalente de praefectus castrorum (prefecto de campo). Flavio Josefo (en La guerra de los judíos, VI.238) usa el término para referirse al cuartel maestre general, mientras que Dionisio de Halicarnaso (Antigüedades romanas, X.36.6) lo usó para referirse al rol de un primus pilus en una legión romana que había perdido a su comandante. También aparece en la Biblia (Hechos de los Apóstoles 28.16), donde se ha interpretado como relacionado al prefecto del pretorio, al comandante del campamento y la guarnición de la guardia pretoriana en Roma, o a los funcionarios subalternos praefectus peregrinorum y princeps castrorum.
A partir del siglo i, se usó –aunque con poca frecuencia– en un sentido más amplio como un término literario para referirse a los generales, es decir, como sinónimo del título más antiguo strategos. Así, en el siglo iv, el obispo e historiador Eusebio de Cesarea (Historia eclesiástica, IX.5.2) escribe sobre los «stratopedarchēs, a quienes los romanos llamaban dux». De manera similar, a principios del siglo V, Ardaburius fue llamado «estratopedarchēs de ambas fuerzas» por Olimpiodoro de Tebas, mientras que los actos del Concilio de Calcedonia (451) se refieren a Zeno, « patricios y stratopedarchēs de ambas fuerzas del este». Esta es una traducción obvia del término latino magister utriusque militiae, especialmente cuando el historiador contemporáneo Eunapio registra que el stratopedarchēs fue "el mayor de los oficios". Otros autores en lengua griega traducen el título de Ardabur más comúnmente con stratēlatēs o stratēgos. El historiador alemán Albert Vogt sugirió que los stratopedarchai eran intendentes militares, responsables de los suministros del ejército y de la gestión de las bases de reunión fortificadas, el Mitato.
Sin embargo, como comentó el bizantinista Rodolphe Guilland, las referencias a un stratopedarchēs son raras antes del siglo x y siempre parecen ser una forma diferente de referirse –a menudo de manera anacrónica– a un magister militum, o más tarde a un estratēgos themático. Tales referencias existen respecto al emperador Joviano (r. 363-364), que fue general antes de su ascenso al trono, por Teófanes el Confesor; Rusticius, un general de León I (r. 457-474), por Zonaras; Busur, un comandante árabe en c. 650, de Theophanes; Krateros, un «stratopedarchēs del este» que fue enviado a arrestar a Teodoro Estudita; Eudokimos, stratopedarchēs / stratēgos del Thema de Capadocia y Carsiano bajo el reinado de Teófilo (r. 829-842); y un cierto Mousilikes, subordinado de los Strategos themáticos de Sicilia. Un protospatarios Constantino, cuyo sello lo menciona como Stratopedarchēs, no se puede identificar más.

### Período bizantino medio

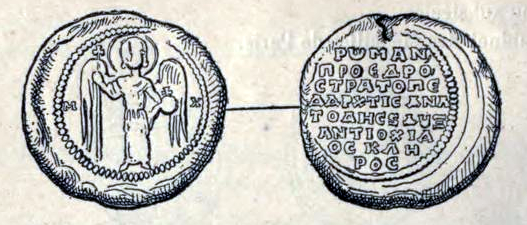
Sello de Romanos Skleros, proedros, stratopedarchēs del este y dux de Antioquía del Orontes

En el período bizantino medio (siglos IX y XII), el término estratopedon llegó a significar más el ejército en campaña, en lugar del campamento en sí; de ahí que el término stratopedarchēs se utilizara más en el sentido de «comandante en jefe». El término adquirió un significado técnico en 967, cuando el emperador Nicéforo II (r. 963-969) nombró al eunuco Pedro como stratopedarchēs antes de enviarlo con un ejército a Cilicia. El Escorial Taktikon, escrito unos años más tarde, muestra la existencia de dos stratopedarchai, uno del este (Anatolia) y uno del oeste (Península balcánica). Este arreglo es paralelo al de los dos domésticos de las escolas, un hecho que llevó a Nikolaos Oikonomides a sugerir que el puesto fue creado como un sustituto del último cargo, que estaba prohibido a los eunucos.
Durante los siglos XI y XII, stratopedarchēs fue uno de los títulos oficiales de los comandantes en jefe del ejército bizantino, lo cual está ampliamente atestiguado en sellos.

### Período bizantino tardío
El título de megas stratopedarchēs (gran maestre de campo) fue instituido c. 1255 por el emperador Teodoro II Láscaris (r. 1254-1258) para su ministro principal y confidente, Jorge Muzalon. Teodoro II declara en un decreto que se «estableció la dignidad nuevamente», pero no se conoce a ningún otro titular del cargo antes de esa fecha. El Libro de Oficios de Jorge Codinos de mediados del siglo xiv coloca a los megas stratopedarchēs como el noveno funcionario de mayor rango del Estado, debajo del Emperador, clasificándose entre el prōtostratōr y el megas primmikērios. Codinos informa que él fue «supervisor de la provisión del ejército, es decir, de la comida, bebida y todas las necesidades». Sin embargo, en realidad, durante la dinastía Paleóloga (1261-1453), los [megas] stratopedarchēs eran probablemente un título honorífico de la corte, y no necesariamente implicaban un comando militar activo. Al igual que muchos otros títulos en el período Paleólogo, el puesto podría ser ocupado por dos personas simultáneamente. Según Codinos, el traje ceremonial del megas stratopedarchēs era idéntico al de los oficios inmediatamente superiores: una rica túnica de seda kabbadion, un sombrero skiadion color rojo dorado decorado con bordados en estilo klapōton, sin velo o un sombrero de skaranikon abovedado, otra vez en rojo y dorado y decorado con alambre dorado, con un retrato del emperador de pie por delante, y otro de este entronizado en la parte posterior. Solo su personal de oficina (dikanikion) difería, con todos los botones, excepto el más alto en plata, y los nudos grabados en oro.
Pseudo Codinos informa además de la existencia de cuatro estratopedarchai subordinados, que ocupaban los puestos 65 a 68 en la jerarquía imperial, respectivamente. Estos fueron:
- Los stratopedarchēs de los monokaballoi (μονοκάβαλλοι). Caballería.[11][16]
- El estratopedarchēs de los tzangratores (τζαγγράτορες). Ballesteros.[17][16][18]
- Los stratopedarchēs del mourtatoi (μουρτάτοι). Guardias de palacio armados con arco. Su nombre se deriva de la palabra arabo-turca 'murted/murtat, lo que implica que serían turcos cristianizados, pero según Mark Bartusis podría referirse más a la descendencia de las uniones mixtas griegas-turcas.[9][19][20]
- Los stratopedarchēs de los tzakōnes (τζάκωνες). Los tzakōnes o Lakōnes (Λάκωνες, "Laconianos") habían servido como infantes de marina desde Miguel VIII Paleólogo. Según Codinos, algunos sirvieron como guardias de palacio, equipados con mazas (apelatikia' ) y vistiendo con una coraza azul distintiva que llevaba dos leones blancos enfrentados en el pecho.[9][19][21]

El vestido de estos miembros menores de la corte era el mismo: un skiadion blanco con bordados, un largo kabbadion de seda de uso común y un skaranikon cubierto de terciopelo rojo y rematado por una pequeña borla roja. Su dikanikia era de madera lisa y sin adornos.
El despotado semiautónomo de Morea parece haber tenido un mega stratopedarchēs y subordinado un stratopedarchai propio.